# Aranyos
Aranyos (románul: Arieș, latinul Aureus) folyó Romániában, Erdélyben.

## Nevének eredete

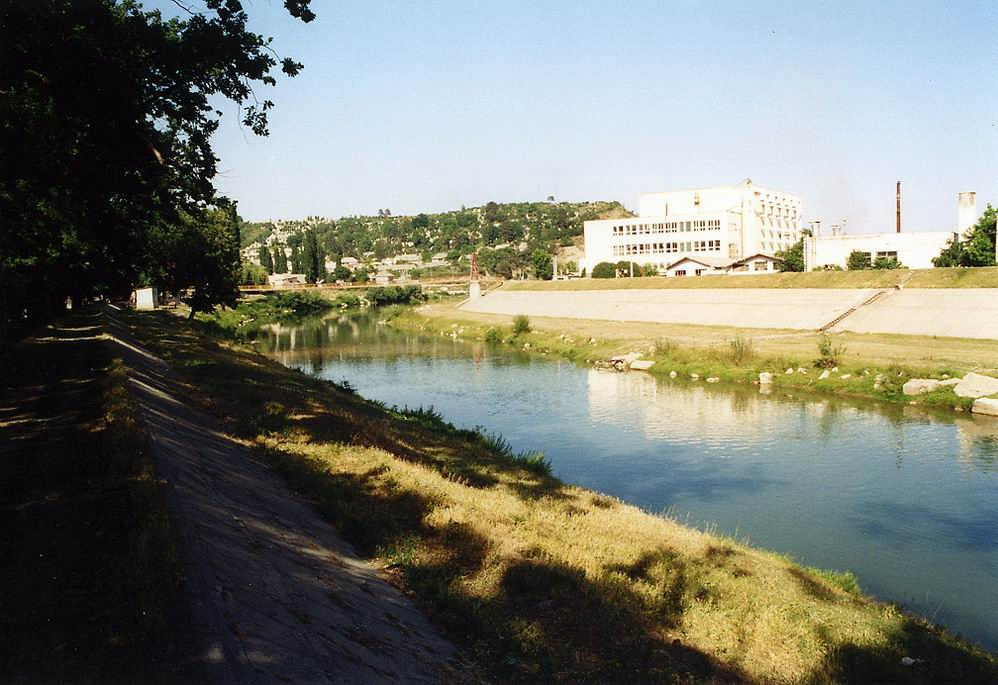
Az Aranyos Tordánál

Nevét aranytartalmú hordalékáról kapta. A folyó menti lakosság aranymosással foglalkozott.

## Földrajza
A Bihar-hegységben ered két forráspatakból (Kis-Aranyos és Nagy-Aranyos) és a hegységből kilépve délnyugat-északkeleti irányú széles tektonikus völggyel a Gyalui-havasokat elválasztja az Erdélyi-érchegységtől.
Borrévnél festői mészkőszurdokkal töri át a hegységet, majd a Jára vizét felvéve lép ki az Erdélyi medencébe. Vajdaszegnél, Székelykocsárd fölött torkollik a Marosba.
Áthalad Fehér megye, Kolozs, Maros megyéken. Hosszúsága 130 km. A Maros legnagyobb mellékfolyója.
Nagyobb mellékvizei bal oldalon a Jára-patak, Hesdát-patak és a Túri-patak, jobb oldalon az Abrud.

## Története
A folyó legrégibb latin neve Crisola, később Auratus volt.
Nevét 1177-ben már említették az oklevelekben, mint az aradi káptalan földjét iuxta Aranyos néven.
1256-ban sóvámmal kapcsolatban, 1262-ben pedig az Aranyos melletti Szentmiklós neve volt említve az oklevelekben.

## Képgaléria
- Képek az Aranyosról a www.erdely-szep.hu honlapon